# Elizabeth Daniels Squire
Pour les articles homonymes, voir Squire.
Elizabeth Daniels Squire, née le 17 juillet 1926 à Raleigh en Caroline du Nord et morte le 25 février 2001 à Santa Rosa en Californie, est une romancière et une nouvelliste américaine, auteure de roman policier.

## Biographie
Elle est lauréate du prix Agatha 1995 de la meilleure nouvelle avec The Dog Who Remembered Too Much.

## Œuvre

### Romans

#### SériePeaches Dann
- Who Killed What’s-Her-Name? (1994)
- Remember the Alibi (1994)
- Memory Can Be Murder (1995)
- Whose Death Is It, Anyway? (1997)
- Is There a Dead Man in the House? (1998)
- Where’s There’s a Will (1999)
- Forget About Murder (2000)

#### Autres romans
- Kill the Messenger (1990)
- The Liz Reader (2002)

### Nouvelles
Plusieurs de ses nouvelles sont parues dans les recueils suivants :
- Murder They Wrote II (1998)
- Deadly Women: The Woman Mystery Reader’s Indispensable Companion (1998)
- Magnolias and Mayhem (2000)
- Death Dines at 8:30 (2001)
- Tar Heel Dead (2005)

### Autres ouvrages
- Palmistry Made Practical - Fortune In Your Hand (1960)
- Heroes of Journalism (1974)

## Prix et distinctions

### Prix
- Prix Agatha 1995 de la meilleure nouvelle pour The Dog Who Remembered Too Much[1]